# Cornelie Sonntag-Wolgast
Cornelie Sonntag-Wolgast, geb. Sonntag (* 29. August 1942 in Nürnberg) ist eine deutsche Politikjournalistin und frühere Politikerin (SPD).

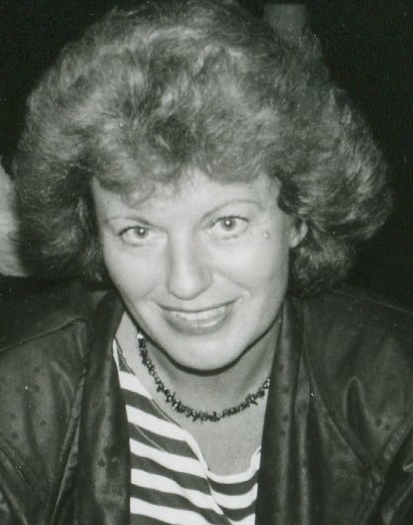
Cornelie Sonntag-Wolgast um 1980

Sie war Mitglied des Deutschen Bundestages von 1988 bis 2005 und von 1998 bis 2002 Parlamentarische Staatssekretärin beim Bundesministerium des Innern.

## Leben
Cornelie Sonntag wurde am 29. August 1942 als Tochter eines Kaufmannes und einer Pianistin in Nürnberg geboren und wuchs in Hamburg auf. Sie war seit 1969 mit dem Journalisten Thomas Wolgast (1943–2022) verheiratet. Ihre Freizeit verbringt sie in Spanien und an der Nordsee. Sie spielt leidenschaftlich gerne Geige.

## Ausbildung und beruflicher Werdegang im Journalismus
Nach dem Abitur 1962 am Charlotte-Paulsen-Gymnasium in Hamburg-Wandsbek absolvierte Cornelie Sonntag ein Studium der Literaturwissenschaft, Musikwissenschaft und Germanistik in Hamburg und Erlangen. 1969 erfolgte ihre Promotion zum Dr. phil. an der Universität Hamburg mit der Arbeit Sibotes „Frauenzucht“ – Kritischer Text und Untersuchungen. Danach war sie Volontärin bei der Hamburger Morgenpost, ab 1972 dann freie Mitarbeiterin und ab 1975 Redakteurin für Landespolitik beim NDR tätig. Sonntag-Wolgast betreute aktuelle Sendungen, war Moderatorin für politische Magazine, sprach und verfasste Kommentare. Am Ende ihrer Karriere war sie stellvertretende Leiterin des Zeitfunks in der Hauptabteilung Politik des NDR. Neben ihrer Tätigkeit beim Rundfunk schrieb sie Artikel für Die Zeit und verschiedene Frauenzeitschriften. Außerdem moderierte sie die WDR-Sendung Aktuelle Stunde. Während ihres Wahlkampfes und ihrer politischen Karriere schrieb sie ein Tagebuch, das im Jahr 2008 unter dem Titel Willst du dir das wirklich antun? Als Journalistin in der Politik als Buch erschien, und veröffentlichte anonym eine Erzählung über einen winterlichen Wahlkampftag in Schleswig-Holstein. Nach ihrer politischen Karriere blieb sie journalistisch für den NDR und für verschiedene Tageszeitungen tätig.

## Politik
Seit 1971 ist sie Mitglied der SPD. Motiviert in die Politik zu gehen, wurde sie einerseits durch die demokratische Aufbruchsstimmung in den 1970ern und durch das politische Interesse ihres Mannes, Thomas Wolgast. 1979 gehörte sie dem Schattenkabinett von Klaus Matthiesen an. Er war SPD-Spitzenkandidat und Oppositionsführer in Schleswig-Holstein. In ihrem Wahlkreis Steinburg/Dithmarschen-Süd kandidierte sie zum ersten Mal 1987 für den Bundestag, wurde jedoch nicht gewählt. Bis zur erneuten Kandidatur und dem dazugehörenden Wahlkampf arbeitete sie wieder beim NDR, konnte dies aber nur mit einer Art politischer Enthaltsamkeitserklärung tun. So musste sie in einem Schriftstück versichern, dass ihre eigene politische Ausrichtung und Meinung ihre journalistische Tätigkeit nicht beeinflusse.
Am 14. Juni 1988 rückte sie für die ausgeschiedene Abgeordnete Heide Simonis in den Deutschen Bundestag nach. Sie war Mitglied im Innenausschuss des Bundestages und wurde stellvertretendes Mitglied des Verkehrsausschusses. Besonderen Einsatz zeigte sie in der Arbeitsgruppe zu Migrationspolitik, in der Ausländerpolitik, im Asylrecht und der Medienpolitik.
1990 wurde Cornelie Sonntag-Wolgast
nach der ersten gesamtdeutschen Wahl  stellvertretende innenpolitische Sprecherin der SPD-Bundestagsfraktion. 1991 wurde sie zur SPD-Vorstandssprecherin berufen, behielt ihr Bundestagsmandat jedoch bei. Um wieder mehr Zeit für ihren Wahlkreis und ihre Familie zu haben, legte sie das Amt der Parteisprecherin 1993 nieder.
Nach der Bundestagswahl 1994 zog sie als SPD-Spitzenkandidatin von Schleswig-Holstein ins Parlament nach Bonn ein und übernahm 1995 den Vorsitz der Landesgruppe der schleswig-holsteinischen SPD-Bundestagsabgeordneten. Cornelie Sonntag-Wolgast wurde stellvertretende Leiterin der Projektgruppe zur „Bekämpfung von Rechtsextremismus und Gewalt“ und kam in die Kommission zur Innen- und Rechtspolitik des SPD-Parteivorstandes. 1996 wurde sie stellvertretendes Mitglied der Enquete-Kommission „Zukunft der Medien in Wirtschaft und Gesellschaft – Deutschlands Weg in die Informationsgesellschaft“ und 1997 Mitglied des Vorstandes der Bundestagsfraktion der SPD.
Nach der Bundestagswahl 1998 und der Ablösung des Kabinetts Kohl V durch das Kabinett Schröder I wurde sie am 27. September 1998 von Otto Schily zur parlamentarischen Staatssekretärin berufen. Sie arbeitete maßgeblich an dem Gesetz zur Reform des Staatsangehörigkeitsrechts vom 15. Juli 1999 und setzte sich für das im Jahr 2000 ins Leben gerufene „Bündnis für Demokratie und Toleranz“ ein.
2008 hielt sie die Laudatio bei der Verleihung des Preises „Aktiv für Demokratie und Toleranz“ des Bündnisses an eine junge Frau, die behauptet hatte, von Neonazis verletzt worden zu sein, sich die Verletzung jedoch selbst beigebracht hatte und letztlich wegen Vortäuschung einer Straftat verurteilt wurde.

## Öffentliche und Ehrenämter
1979 war Cornelie Sonntag-Wolgast Mitglied des Schattenkabinetts von Klaus Matthiesen, dem SPD-Spitzenkandidaten für die Landtagswahl in Schleswig-Holstein 1979, der sich jedoch nicht gegen den Amtsinhaber Gerhard Stoltenberg (CDU) durchsetzen konnte. Vom 27. Oktober 1998 bis zum 22. Oktober 2002 gehörte sie als Parlamentarische Staatssekretärin beim Bundesminister des Innern der von Bundeskanzler Gerhard Schröder geführten Bundesregierung an.
Seit Cornelie Sonntag-Wolgast keine politischen Ämter mehr innehat, arbeitet sie ehrenamtlich, unter anderem in der Aktion Gemeinsinn, im internationalen Bund, im Hochschulrat der Universität Hamburg, im Kulturforum Hamburg und der Arbeiterwohlfahrt. Sie gehörte außerdem dem Beirat des Bündnisses für Demokratie und Toleranz an.

## Schriften und Publikationen
Beiträge, Referate und Interviews, die in Büchern erschienen sind:
- Vom Feuilleton zur Politik. In: Der Hunger nach Erfahrung – Frauen nach 45. Herausgegeben von Inge Stolte. Verlag J.H.W.Dietz, Berlin-Bonn 1981.
- Macht war mir nie wichtig. In: Gespräche mit Journalistinnen, geführt von Uta von Steen. Fischer Taschenbuch Verlag, Frankfurt 1988.
- Quotierung und Politik-Inhalt: Was verändern die Frauen? In: Die linke Mitte heute. Herausgegeben von Florian Gerster und Dietrich Stobbe. Verlag J. H. W. Dietz Nachf., Bonn 1989.
- Birnen, Bohnen und Kaßler. In: Das rote Kochbuch – so speisen Oskar Lafontaine und seine politischen Freunde. ReimoVerlag, Oberding 1998.
- Das Weltflüchtlingsproblem aus Sicht der deutschen Politik. In: Deutschland und das Weltflüchtlingsproblem. Herausgegeben von Carsten Tessemer. Verlag Leske + Budrich, Opladen 1994.
- Aussiedler im Einwanderungsland. In: Blätter für deutsche und internationale Politik. 7/96
- Medienpräsenz, Bürgernähe und Popularität. Politik als Kampf um Zustimmung zu Personen und Programmen oder: Wie wird Politik mediengerecht? In: Evangelische Akademie Loccum/Dokumentation einer Tagung über „Die Inszenierung von Politik in den Medien – Die Inszenierung von Politik für die Medien.“ 119/97.
- Rechtspopulismus in Deutschland. In: Evangelische Akademie Loccum/Dokumentation einer Tagung über „Ursachen und Folgen des Rechtspopulismus in Europa.“ 18/03.
- Überlegungen zur Entwicklung der Sicherheitsarchitektur im nationalen und europäischen Rahmen. In: Jahrbuch Öffentliche Sicherheit. Verlag für Polizeiwissenschaft, Frankfurt 2005.
- Illegalität aus dem Blickwinkel der Innenpolitik – ein verdrängtes Problem. In: Illegalität – Grenzen und Möglichkeiten der Migrationspolitik. Herausgegeben von Jörg Alt und Michael Bommes, VS Verlag für Sozialwissenschaften, Wiesbaden 2006.
- Willst du dir das wirklich antun? Als Journalistin in der Politik. Boyens, 2008.
- Zweite Geige, erstes Pult über ihre Erfahrungen und Erkenntnisse als Amateurmusikerin. Verlag Hans-Jürgen Otte, 2021.